# جون دويل
جون دويل (بالإنجليزية: John Dowell)‏ (و. 1935 – ) هو فيزيائي وكان عضواً في الجمعية الملكية .
توفي عن عمر يناهز 30 عاماً.

## التعليم
تعلم في جامعة برمنجهام

## جوائز
حصل على جوائز منها:
- زمالة الجمعية الملكية.